# Cidariophanes lucida
Cidariophanes lucida là một loài bướm đêm trong họ Geometridae.